# Alfabet fonètic de l'OTAN
L'alfabet fonètic de l'OTAN és l'alfabet per paraules més utilitzat. Tot i que s'anomenen "alfabets fonètics", els alfabets per paraules no tenen cap relació amb els sistemes de transcripció fonètica com ara l'Alfabet Fonètic Internacional, sinó que l'alfabet de l'OTAN assigna paraules clau a les lletres de l'alfabet anglès. D'aquesta manera, les combinacions de lletres i nombres poden ser pronunciades i compreses per qui transmet i rep missatges de veu per ràdio o telèfon, independentment del seu idioma nadiu, i especialment quan la seguretat de les persones o de la navegació és essencial. Així, la finalitat principal n'és assegurar la intel·ligibilitat dels senyals de veu a través d'enllaços de ràdio.
Els angloparlants reconeixen fàcilment aquestes paraules, atès que, en les comunicacions entre un avió i una torre de control, cal utilitzar l'anglès sempre que hi intervinguin dos països diferents, independentment del seu idioma nadiu. En canvi, si els dos interlocutors pertanyen al mateix país, poden utilitzar un altre alfabet amb paraules clau diferents.
L'Alfabet fonètic de l'OTAN sovint es coneix també com a alfabet radiofònic, Interco i alfabet OACI.

## L'alfabet
| Lletra | Paraula associada   | Lletra | Paraula associada           |
| ------ | ------------------- | ------ | --------------------------- |
| A      | Alfa [ˈalfa]        | N      | November [noˈvɛmba]         |
| B      | Bravo [ˈbravo]      | O      | Oscar [ˈɔska]               |
| C      | Charlie [ˈtʃali]    | P      | Papa [paˈpa]                |
| D      | Delta [ˈdɛlta]      | Q      | Quebec [keˈbɛk]             |
| E      | Echo [ˈɛko]         | R      | Romeo [ˈromio]              |
| F      | Foxtrot [ˈfɔkstrɔt] | S      | Sierra [siˈɛra]             |
| G      | Golf [ˈɡɔlf]        | T      | Tango [ˈtaŋɡo]              |
| H      | Hotel [hoˈtɛl]      | U      | Uniform [ˈjunifɔm, ˈunifɔm] |
| I      | India [ˈɪndia]      | V      | Victor [ˈvɪkta]             |
| J      | Juliet [ˈdʒuliˈɛt]  | W      | Whisky [ˈwɪski]             |
| K      | Kilo [ˈkilo]        | X      | Xray [ˈɛksrei̯]              |
| L      | Lima [ˈlima]        | Y      | Yankee [ˈjaŋki]             |
| M      | Mike [ˈmai̯k]        | Z      | Zulu [ˈzulu]                |
|        |                     |        |                             |
| 1      | one [ˈwan]          | 7      | seven [ˈsɛvn]               |
| 2      | two [ˈtu]           | 8      | eight [ˈei̯t]                |
| 3      | three [ˈtri]        | 9      | nine [ˈnai̯na]               |
| 4      | fourr [ˈfoa]        | 0      | zero [ˈziro]                |
| 5      | five [ˈfai̯f]        | 00     | hundred [ˈhandrɛd]          |
| 6      | six [ˈsɪks]         | 000    | thousand [ˈtau̯zand]         |
| .      | stop [ˈstɔp]        | ,      | decimal [ˈdeˈsiˈmal]        |